# دیکرسون سیتی (فلوریدا)
دیکرسون سیتی (به انگلیسی: Dickerson City) یک منطقهٔ مسکونی در ایالات متحده آمریکا است که در شهرستان سانتا امرسون، فلوریدا واقع شده‌است. دیکرسون سیتی ۱۴۶ نفر جمعیت دارد و ۲٫۱۳ متر بالاتر از سطح دریا قرار دارد.